# Carlo d'Ormeville
Carlo d'Ormeville (Roma, 24 aprile 1840 – Milano, 26 luglio 1924) è stato un drammaturgo, librettista e critico musicale italiano.

## Biografia
Carlo d'Ormeville nacque a Roma il 24 aprile 1840 da padre francese.
Dopo gli studi di diritto, affascinato dal mondo del teatro dall'età di sedici anni, inizia nel 1860 una carriera di drammaturgo con La contessa di Colmarino, un dramma storico. 
Appassionato anche di musica, scrive nel 1861 il testo di un Inno all'Italia per il compositore Giuseppe Branzoli, e nel 1862 il libretto per l'opera Iginia d'Asti di Filippo Sangiorgi, compositore e direttore della Filarmonica di Roma.
A queste attività aggiunge quella di direttore di scena.
Nel 1867 lascia Roma per Milano, dove si aggrega al movimento della Scapigliatura, frequenta i salotti musicali e viene introdotto alla Scala come direttore di scena. Nel 1868, il compositore brasiliano Antônio Carlos Gomes gli affida il libretto della sua opera-balletto Il Guarany, che d'Ormeville scriverà in collaborazione con Antonio Scalvini. Anche Filippo Marchetti si affida a lui per il suo dramma lirico Ruy Blas. Le due opere verranno presentate con successo alla Scala, consacrando anche il successo di d'Ormeville come librettista.
Negli stessi anni diventa redattore dell'Illustrazione popolare e dell'Universo illustrato, editi da Emilio Treves, ed inizia a pubblicare delle critiche letterarie. Nel 1871 è direttore di scena della prima di Aida di Giuseppe Verdi all'Opera del Cairo, e la sua attività di librettista si intensifica. Nel 1877 assume la direzione del settimanale milanese La Gazzetta dei teatri e crea un'agenzia teatrale che gli consente di acquisire i diritti su opere straniere come I Racconti di Hoffmann o Salome, di far eseguire opere italiane in America del Sud, e di presentare al pubblico italiano le opere di Wagner o di compositori francesi.
Fra le varie attività, diviene anche condirettore del Teatro San Carlo di Napoli dal 1879 al 1885, e del Teatro Regio di Torino dal 1891 al 1895.
Muore a Milano il 26 luglio 1924, molto apprezzato dal mondo artistico.

## Opere
- 1862 : Iginia d'Asti, musica di Filippo Sangiorgi
- 1864 : Guisemberga di Spoleto, musica di Filippo Sangiorgi
- 1869 : Le Due Amiche, musica di Teresa Seneke
- 1869 : Ruy Blas, musica di Filippo Marchetti
- 1870: Il Guarany, musica di Carlos Gomes
- 1873 : Il conte verde, musica di Giuseppe Libani
- 1873 : Giuseppe Balsamo, musica di Filippo Sangiorgi
- 1874 : Gustavo Wasa, musica di Filippo Marchetti
- 1875 : Diana di Chaverny, musica di Filippo Sangiorgi
- 1877 : Mattia Corvino, musica di Ciro Pinsuti
- 1877 : Lina, musica di Amilcare Ponchielli
- 1878 : Elda, musica di Alfredo Catalani
- 1879 : Maria Tudor, musica di Antônio Carlos Gomes
- 1879 : Sardanapalo, musica di Giuseppe Libani
- 1880 : Don Giovanni d'Austria (opera), musica di Filippo Marchetti
- 1881 : Cordelia, musica di Stefano Gobatti
- 1889 : Loreley, musica di Alfredo Catalani

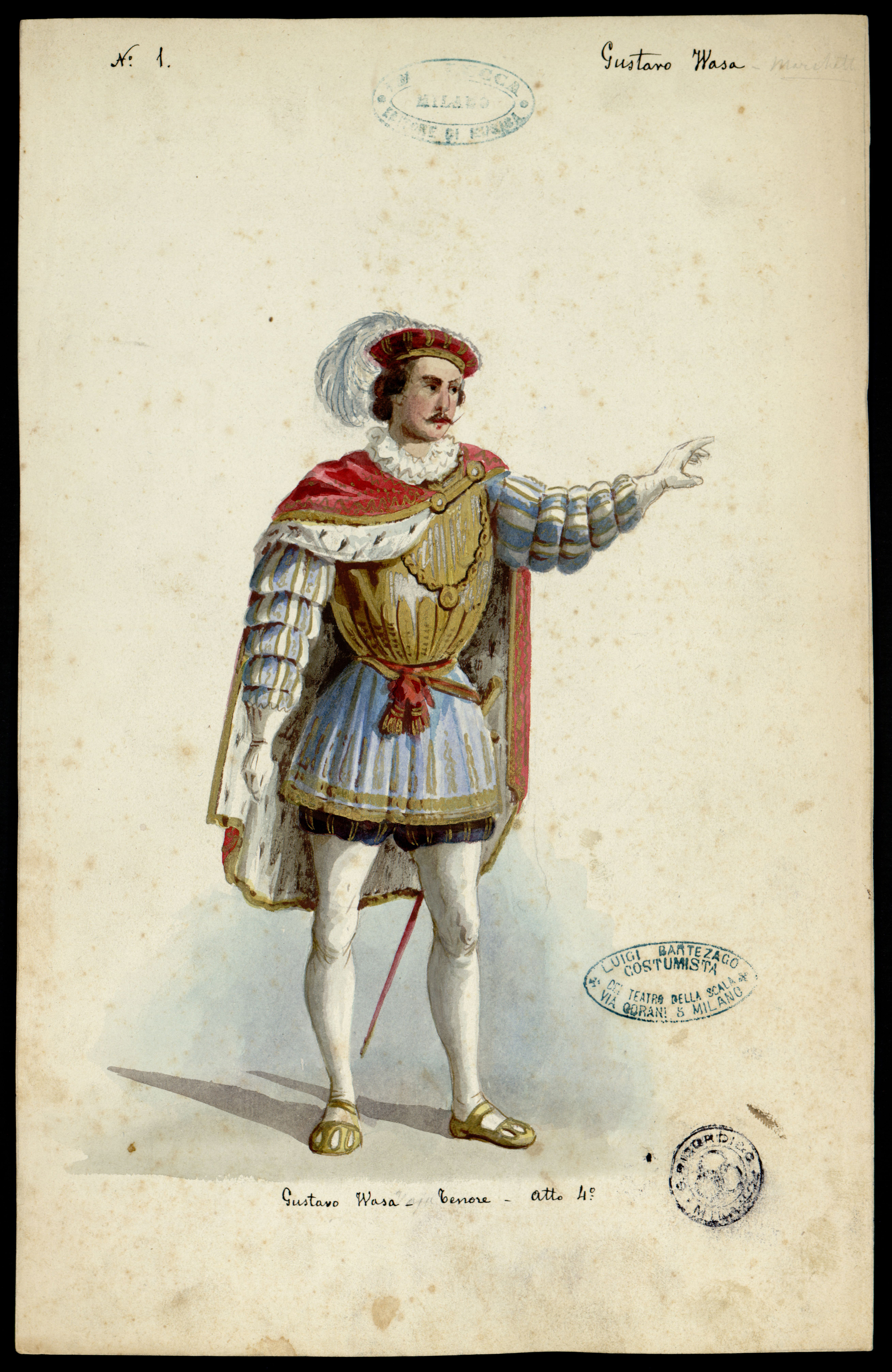
Gustavo Wasa (tenore), figurino di Luigi Bartezago per Gustavo Wasa (1875). Archivio Storico Ricordi.